# Doidalsa

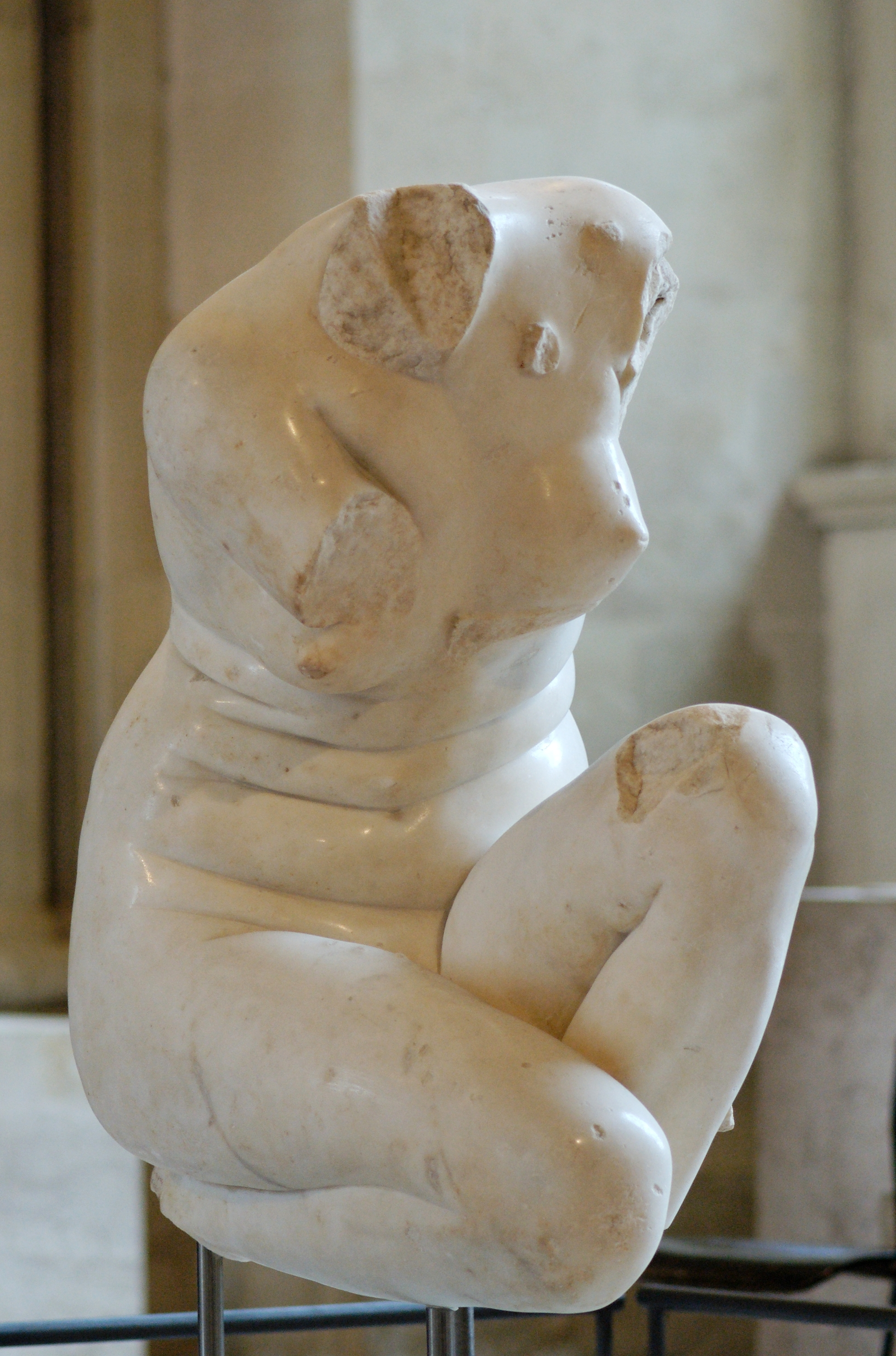
Copia in marmo dell'originale bronzeo dell'Afrodite accovacciata di Doidalsa del museo del Louvre.

Doidalsa o Dedalsa (in greco Δοιδάλσης, Doidalsas) (310 a.C. circa – dopo il 250 a.C.) è stato uno scultore greco antico.

## Biografia
In base alle fonti archeologiche, Doidalsa fu attivo nella Bitinia durante la prima metà del III secolo a.C., tra il 278 e il 250.

## Opere
Doidalsa realizzò in bronzo la statua di culto per il tempio di Zeus a Nicomedia, capitale del regno di Bitinia fondata nel 264 a.C. da Nicomede I. 
L'opera, definita Zeus Stratios, nota dalle raffigurazioni sulle monete locali a partire dal tempo di Prusia I, è stata identificata in un tipo riprodotto da una statuetta marmorea (0,50 cm) proveniente da Camiroː il dio, coperto da un mantello che circonda i fianchi per allacciarsi sopra la spalla, regge uno scettro e una corona di olivo, secondo una iconografia nuova che avrà una certa influenza sulla scuola pergamena.
Gli viene anche attribuita una Afrodite sese levantem in bronzo (la cosiddetta Afrodite accovacciata) di cui Plinio vide una copia marmorea nel portico di Ottavia a Roma e della quale si conoscono numerose altre copie in marmo con diverse variantiː una copia in marmo rinvenuta nelle terme di Villa Adriana (Tivoli) è ospitata presso il Museo nazionale romano (sede di Palazzo Massimo alle Terme) a Roma; un'altra, proveniente da Sainte Colombe, presso Vienne, in Francia, è esposta nel Museo del Louvre a Parigi.